# Лумпун (річка)
Лумпу́н (рос. Лумпун) — річка у Кіровській області (Унинський район) та Удмуртії (Сюмсинський район), Росія, права притока Кільмезю.
Річка починається за 1,5 км на південний схід від присілку Урай. Її течія спершу прямує на північний захід, після присілку Удмуртський Сурвай повертає на південний захід, після гирла правої притоки Пушкець повертає на південь. І вже на території Удмуртії річка плавно повертає на південний захід, а після присілку Шмики знову повертає на південь, перед гирлом трохи змінює напрямок течії на південний схід. Впадає до Кільмезю навпроти села Балма. Береги річки низинні, порослі лісом в середній та нижній течіях заболочені. Біля присілку Шмики створено став площею 0,13 км².
Притоки:
- праві — Пушкець, Ярань, Єдрез, Андик, Наймушинка, невідома[2], Курма, невідома[3], Кінца, Сянка, Мусир, Оїк
- ліві — Яранка, Сардик, Лянгус, Ірзек, Бузурма, Сюрсюк, Гуринка, Лемка, Нерцинка, Чорнушка

Над річкою розташовані населені пункти:
- Унинський район — Перм'яки, Нікулята, Малі Уні, Лумпун
- Сюмсинський район — Шмики, Харламовська Пристань